# Unforgettable (Fernsehserie)
Unforgettable ist eine US-amerikanische Krimiserie von Ed Redlich und John Bellucci mit Poppy Montgomery in der Hauptrolle. Sie basiert auf der 2008 erschienenen Kurzgeschichte The Rememberer von J. Robert Lennon. Sie handelt von Detective Carrie Wells, deren episodisches Gedächtnis außergewöhnlich stark entwickelt ist, so dass sie sich an alles erinnern kann, was sie je gesehen hat. Die US-amerikanische Erstausstrahlung erfolgte am 20. September 2011 auf CBS, die deutschsprachige Erstausstrahlung am 8. Mai 2012 auf Glitz*.
Nachdem die Serie bereits zweimal durch CBS abgesetzt wurde, im Mai 2012 nach der ersten Staffel und im Oktober 2014 nach der dritten Staffel, übernahm der Kabelsender A&E die Serie für eine vierte Staffel. Im Februar 2016 gab schließlich auch A&E die Einstellung der Serie bekannt.

## Handlung
NYPD Detective Carrie Wells hat Hyperthymesie, ein seltenes Syndrom, das ihr die Fähigkeit gibt, sich visuell an alles zu erinnern, was sie je gesehen hat. Das heißt, Carrie kann sich bis auf eine Ausnahme beliebig in frühere Zeiten ihres Lebens zurückversetzen. Bei Ermittlungen im Fall ihrer ermordeten Nachbarin Catherine Grant trifft die junge Frau ihren ehemaligen Freund und Partner Al Burns wieder. Carrie war vor Jahren aus dem Polizeidienst beim Syracuse Police Department ausgetreten, als Burns die Ermittlungen im Fall ihrer ermordeten Schwester Rachel nicht weiter verfolgen wollte. Sie kam damit und mit ihrer Situation nicht zurecht und reichte ihren Abschied ein. Carrie war seinerzeit nicht nur der jüngste Detective, sondern auch diejenige mit der höchsten Aufklärungsrate aller Zeiten.
Zwischendurch verdiente sich die junge Frau ihr Geld mittels ihres phänomenalen Gedächtnisses in Spielsalons, teilweise auch in illegalen Spielhöllen. Außerdem arbeitete sie damals wie auch jetzt ehrenamtlich in einem Altenheim, in dem auch ihre Mutter lebt, die an Alzheimer erkrankt ist. Die alte Dame kann sich nicht mehr daran erinnern, dass ihre Tochter Rachel im Kindesalter ermordet wurde. Auch Carrie erkennt sie nur sporadisch, obwohl sie weiß, dass ihre Tochter Polizistin ist.
Al Burns bittet Carrie, ihn im Fall von Catherine Grant, bei dem sich kaum Anhaltspunkte ergeben, zu unterstützen, was sie erst ablehnt. Er meint, dass sie zurückkommen müsse, sie sei damals noch nicht bereit gewesen, sich mit dem Tod ihrer Schwester auseinanderzusetzen, aber jetzt sei sie soweit und, wenn es noch mehr zu entdecken gäbe, dann könne er ihr helfen. Sie solle ihm vertrauen. Carrie erwidert, dass sie ihm schon einmal vertraut habe, aber er aufgegeben hätte. Während Carrie im Altenheim mit ihrer Mutter spricht, welche sie nicht als ihre Tochter erkennt, bringt eine Helferin ihr die Akte mit dem Fall ihrer Schwester und einer Nachricht von Al Burns: „Ich habe nie aufgegeben“, steht auf einem Zettel. Vor Carries geistigem Auge erscheint immer wieder der Tag, an dem ihre Schwester sterben musste. Der Mann, den sie sieht, ist stets ohne Gesicht.
Später kehrt Carrie Wells als Detectiv zum NYPD zurück und arbeitet mit ihren Kollegen im (fiktiven) 117. Revier, nachdem sie zuerst als Beraterin für das NYPD tätig ist.

### Fortführung der Handlung betreffend Rachels Tod in der 1. Staffel
Folge 6Auf dem Weg zu ihrer Mutter, die sie mit Al Burns besucht, spricht Carrie Wells darüber, dass ihre Schwester 1984 ermordet worden ist. Sie hält ein von ihr erstelltes Phantombild in den Händen. Zu ihrer großen Überraschung erinnert sich Alice Wells, die an Alzheimer erkrankt ist, und ist der Meinung, dass alles noch so ist, wie damals vor fast neun Jahren als Carrie und Al noch ein Paar waren. Sie tut so, als hätte sie Al erst vor wenigen Tagen das letzte Mal gesehen. Ein Anruf geht ein, und Carrie und Al müssen sich verabschieden. „Geht mal ruhig und fangt eure Verbrecher“, werden sie von Alice Wells verabschiedet.
Als Carrie am Ende der Folge ihre Mutter besucht, hat sie eine Zeichnung dabei, die den wahrscheinlichen Mörder ihrer Schwester zeigt. Zufällig kommt sie ihrer Mutter zu Augen. „Aber Carrie, warum hast du denn eine Zeichnung von Jonathan bei dir“, hört die junge Frau ihre Mutter fragen.
Folge 7Carrie kommt in dieser Folge auf das Ende der letzten Folge zurück, in der ihre Mutter den Mann auf der Zeichnung als Jonathan bezeichnete. Leider kann sie sich an seinen Nachnamen nicht erinnern, nur dass er genau gegenüber gewohnt habe. Carrie glaubt, dass der Mann auf dem Foto der Mörder ihrer Schwester Rachel sein könne. Als sie gegenüber Al äußert, je näher sie der Lösung käme, desto schlimmer würden ihre Kopfschmerzen, meint er nur:  „Genau wie früher.“ Während dieser Folge wird Carrie immer wieder von ihren Erinnerungen an ihre tote Schwester eingeholt. Auch erinnert sie sich wieder daran, wie Al ihr damals sagte, dass sie eine Pause bräuchte. Daraufhin hatte sie Al beschieden, dass sie so nicht weitermachen könne, sie brauche ein normales Leben an Orten, die keine Tatorte seien und mit Menschen, die keine Opfer seien. Sich ihrer gegenseitigen Liebe versichernd hatte sie damals das Department verlassen. Am Schluss der Folge sieht Carrie zum ersten Mal die Jacke des Mannes, der ihre Schwester getötet hat. Daraufhin teilt sie dem völlig überraschten Al mit, dass sie jetzt auch wisse, wo er gearbeitet habe (Emblem auf der Jacke Stop & Fill).
Folge 8Carrie versucht an Informationen über die Firma zu kommen, deren Namen auf der Jacke des Täters stand. Auch holt sie ihre Erinnerung an das Zimmer wieder ein, das sie (Victoria Leigh, Carrie als Kind) zusammen mit ihrer Schwester bewohnte und ihre Reaktion darauf, als ihre Mutter (Sue Cremin als junge Mutter) alle Sachen, die an Rachel erinnert haben, daraus entfernen ließ und wie schmerzlich das damals für sie war.
In dieser Folge bietet Det. Roe Sanders Carrie seine Hilfe an, als er mitbekommt, dass sie Ermittlungen über Lebensmittelläden in der Nähe von Syracuse anstellt, wo sie als Kind mit Mutter und Schwester lebte. Sein Onkel sei ein ziemlich hohes Tier bei einem Supermarkt, falls sie Hilfe brauche. „Danke“, meint Carrie, „das behalte ich im Hinterkopf.“ Später will er von Carrie wissen, ob sie sich wirklich an absolut alles in ihrem Leben erinnern könne. Bis zum Alter von acht Jahren, habe sie wirklich ein ziemlich gutes Gedächtnis gehabt. „Und dann plötzlich eines Tages“, meint Carrie und stockt … Nach einer Pause beendet sie den Satz, eines Tages habe sie angefangen sich zu konzentrieren und seither erinnere sie sich an alles, an wirklich alles.
Am Ende dieser Folge erzählt Carrie Al Burns und Roe Sanders, dass sie im gesamten Haus und auf dem Dachboden nach Rachels Sachen gesucht habe, aber sie seien weg gewesen, für immer verloren. Und so habe sie in diesem Augenblick beschlossen, dass sie auf keinen Fall je wieder etwas verlieren würde. Also habe sie dann in ihrem Zimmer gesessen und angefangen, sich zu erinnern, wie alles gewesen war. Und alles sei wieder so gewesen, wie zu dem Zeitpunkt als Rachel noch bei ihr gewesen sei. Jede Kleinigkeit im gemeinsamen Zimmer bis zu dem Buch hin, in dem Rachel zuletzt gelesen habe, sei wieder dagewesen. Carrie reicht Sanders die Zeichnung des Mannes, von dem sie glaubt, dass er Rachel getötet hat. Sie wisse nicht einmal, ob er wirklich Jonathan heiße, das sei alles, was sie nach 28 Jahren über den Mord an ihrer Schwester herausgefunden habe. Sanders will seinen Onkel Sherman anrufen, vielleicht könne er ja weiterhelfen.
In den Folgen 21 und 22 wird Rachels Tod im Wald weiter untersucht.

## Produktion
Die Serie wurde von Ed Redlich und John Bellucci entwickelt. Produziert wurde sie von den CBS Television Studios und Sony Pictures Television. Zunächst wurden für die erste Staffel 13 Folgen bestellt. Am 25. Oktober 2011 erfolgte die Back-nine-order, die Bestellung von weiteren neun Episoden, sodass die Staffel insgesamt auf 22 Folgen kommt. Zwar hatte die Serie über die gesamte Staffel hinweg gute Einschaltquoten um die 10 Millionen Zuschauer und fast durchgehend ein Rating von über 2,0 in der werberelevanten Zielgruppe, was aber für den Sender CBS nicht ausreichte. So gab der Sender im Mai 2012 die Einstellung der Serie bekannt.
Noch im Laufe des Monats bekundeten die beiden Kabelsender TNT und Lifetime Interesse an der Serie. Diese Verhandlungen verliefen aber im Sand, sodass sich das Produktionsstudio nochmals an den Ursprungssender CBS wandte. Dieser gab am 20. Juni 2012 schließlich die Bestellung einer zweiten Staffel mit dreizehn Episoden bekannt, die vom 28. Juli 2013 bis zum 9. Mai 2014 gezeigt wurde. Ende September 2013 gab CBS die Produktion einer dritten Staffel bekannt, deren 13 Folgen vom 29. Juni bis zum 14. September 2014 ausgestrahlt wurden.
Im Oktober gab CBS die erneute Einstellung der Serie bekannt. Vier Monate später wurde die Serie erneut wiederbelebt und wechselte für die vierte Staffel zum Kabelsender A&E. Nach Ausstrahlung dieser gab der Sender wiederum selbst die Einstellung bekannt.

## Besetzung und Synchronisation

### Hauptdarsteller

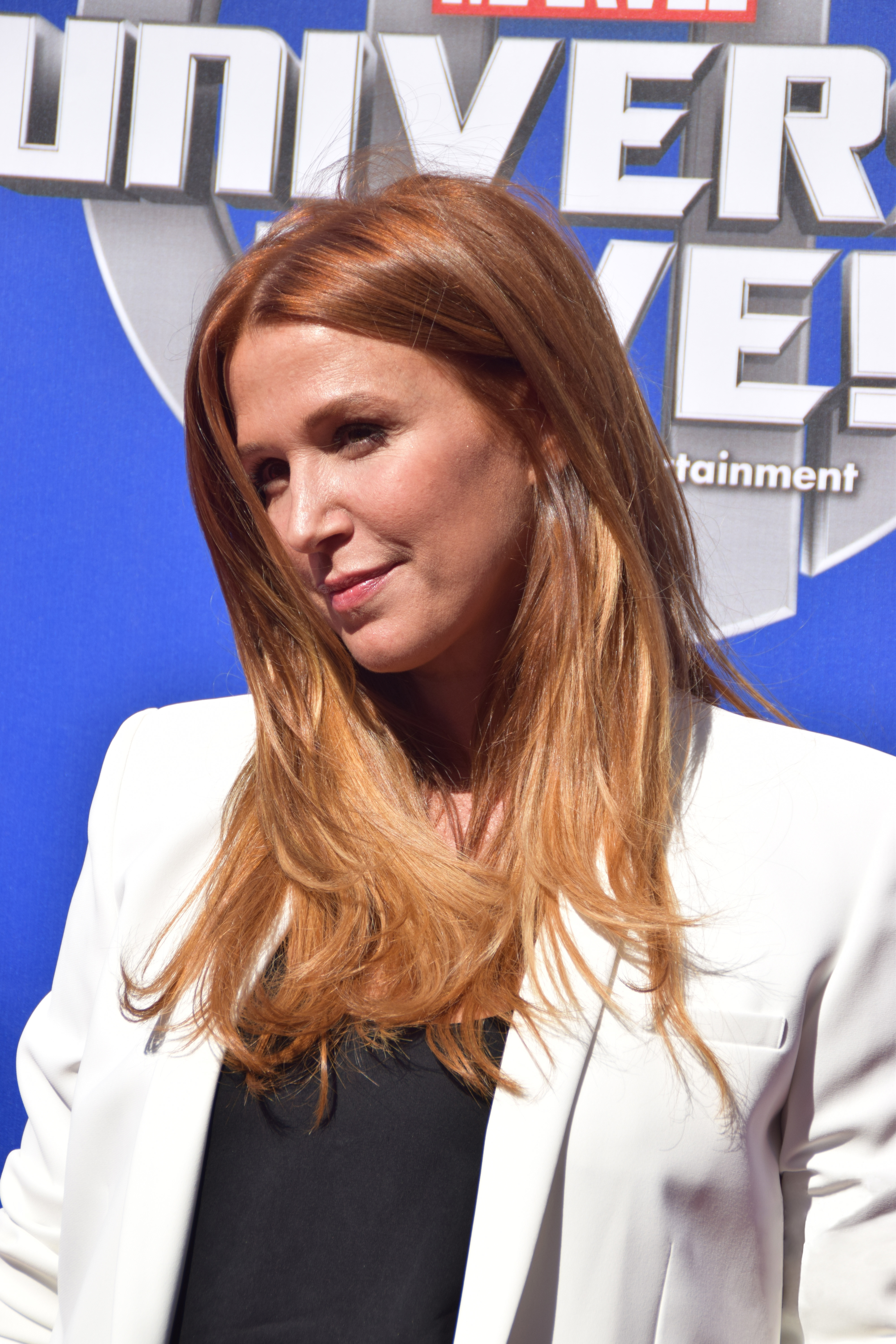
Poppy Montgomery (2015)
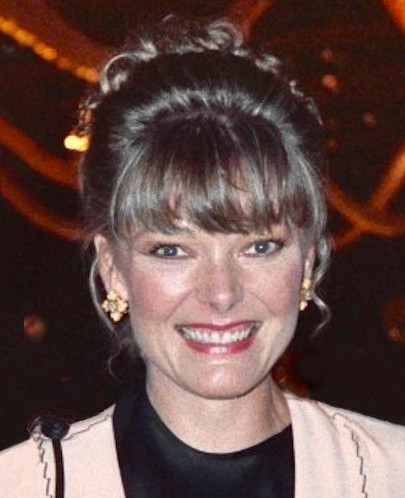
Jane Curtin (1989)

Die Serie wurde bei der Scalamedia in Berlin vertont. Frank Turba und Stephanie Kellner schrieben die Dialogbücher, Turba führte zudem mit Ronald Nitschke und Frank Schröder die Dialogregie.
| Rollenname            | Schauspieler        | Hauptrolle (Staffel) | Hauptrolle (Episoden) | Nebenrolle (Staffel) | Nebenrolle (Episoden) | Synchronsprecher         |
| --------------------- | ------------------- | -------------------- | --------------------- | -------------------- | --------------------- | ------------------------ |
| Det. Carrie Wells     | Poppy Montgomery    | 1–4                  | 1–61                  |                      |                       | Silvia Mißbach           |
| Lt. Al Burns          | Dylan Walsh         | 1–4                  | 1–61                  |                      |                       | Uwe Büschken             |
| Det. Mike Costello    | Michael Gaston      | 1                    | 1–22                  |                      |                       | Peter Reinhardt          |
| Det. Roe Sanders      | Kevin Rankin        | 1                    | 1–22                  |                      |                       | Felix Spieß              |
| Det. Nina Inara       | Daya Vaidya         | 1                    | 1–22                  |                      |                       | Susanne Geier            |
| Dr. Joanne Webster    | Jane Curtin         | 1–3                  | 14–48                 |                      |                       | Kerstin Sanders-Dornseif |
| Eliot Delson          | Dallas Roberts      | 2–3                  | 23–48                 | 4                    | 49–50                 | Nicolas Böll             |
| Cherie Rollins-Murray | Tawny Cypress       | 2–3                  | 23–48                 |                      |                       | Daniela Hoffmann         |
| Jay Lee               | James Hiroyuki Liao | 2–4                  | 23–61                 |                      |                       | Rainer Fritzsche         |
| Delina Michaels       | La La Anthony       | 4                    | 49–61                 |                      |                       |                          |
| Denny Padilla         | E. J. Bonilla       | 4                    | 49–61                 |                      |                       |                          |

### Gast- und Nebendarsteller (Auswahl)
- Deanna Dunagan als Alice Wells, Carries Mutter
- Tom Guiry als Ken Harbert (Folge 1)
- Annie Parisse als Elaine Margulies (ab Folge 2 als Det. Burns neue Freundin)
- David Costabile als Dr. McCardle (Folge 2)
- Linda Emond als Debi Moser (Folge 3)
- Sarah Sokolovic als Lauren Garber (Folge 3)
- Omar Metwally als Adam Gilroy, Bezirksstaatsanwalt (Folge 4)
- Chris Bauer als Officer Dennis Halsey (Folge 4)
- Lenny Venito als Det. Stan Moyer (Folge 5)
- Gary Basaraba als Lt. Willard, interner Ermittler (Folge 5)
- Patrick Heusinger als Dean Claman (Folge 6)
- Sherri Saum als Rosario Sanchez (Folge 7)
- Gillian Alexy als Laura (Folge 8)
- Britt Lower als Tanya Sitkowsky

## Ausstrahlung
Vereinigte Staaten

Logo des Fernsehsenders CBS, auf dem die Serie für die ersten drei Staffeln in den USA ausgestrahlt wurde

Die erste Staffel der Serie wurde in den USA vom 20. September 2011 bis zum 8. Mai 2012 auf CBS ausgestrahlt. Im Durchschnitt wurden die 22 Episoden der ersten Staffel von 12,11 Millionen Zuschauern gesehen und somit landete sie auf Rang 24 aller ausgestrahlten Sendungen in der Season 2011–2012. Die Ausstrahlung der zweiten Staffel erfolgte vom 28. Juli 2013 bis zum 9. Mai 2014 bei CBS. Die dritte Staffel wurde vom 29. Juni bis zum 14. September 2014 gesendet. Seit dem 27. November 2015 wird die vierte Staffel bei A&E gezeigt.
Deutschland
In Deutschland wurde die erste Staffel vom 8. März bis zum 18. Dezember 2012 vom Pay-TV-Sender Glitz* erstausgestrahlt. Die zweite Staffel wurde vom 26. November 2013 bis zum 18. Februar 2014 ebenfalls auf Glitz* gezeigt. Die dritte Staffel wurde vom 9. Oktober 2014 bis zum 1. Januar 2015 ebenfalls auf diesem Sender (Glitz* wurde umbenannt zu TNT Glitz) ausgestrahlt. Die Ausstrahlung der vierten Staffel begann dort am 11. Februar 2016.
Im Free-TV sollte die erste Staffel der Serie noch im Laufe des Jahres 2012 beim Sender Kabel eins gezeigt werden, jedoch begann die Ausstrahlung am 11. Oktober 2012 auf dem Sender Sat.1 und endete am 7. März 2013. Die zweite Staffel sollte ab dem 12. Februar 2015 auf Sat.1 ausgestrahlt werden, doch man entschied sich dagegen ohne eine Begründung zu nennen. Die zweite Staffel wurde nun ab dem 10. April 2015 auf Kabel eins ausgestrahlt.
Schweiz
Im schweizerischen Fernsehen läuft die Serie auf dem Privatsender 3+ seit dem 13. Dezember 2012. Man fing dort mit der zehnten Episode der ersten Staffel an und sendet durch bis zur zwölften Episode der ersten Staffel. Ab dem 3. Januar 2013 wurde die restlichen Episoden der ersten Staffel, angefangen mit der zweiten Episode, gezeigt. Am 23. Mai 2013 endete die erste Staffel mit der ersten Episode. Warum 3+ diese Ausstrahlungsreihenfolge der Episoden verwendet hat, ist unklar. 
Österreich
Im österreichischen Fernsehen wurde die erste Staffel vom 3. Juni bis zum 28. Oktober 2013 auf ORF eins ausgestrahlt.
International
Zeitgleich zu den Vereinigten Staaten lief die Serie auch in Kanada. Im gleichen Jahr wurde die Serie in Rumänien, Portugal und Polen gestartet. Im Jahr 2012 begann die Ausstrahlung in Island, Japan, Neuseeland, Italien, Indien, Brasilien, Dänemark, Russland, Spanien, Großbritannien und Belgien.

## DVD-Veröffentlichung
Deutschland
- Staffel 1 erschien am 7. März 2013
- Staffel 2 erschien am 29. Dezember 2014
- Staffel 3 erschien am 18. Juni 2015

Vereinigte Staaten
- Staffel 1 erschien am 9. Juli 2013
- Staffel 2 erschien am 24. Juni 2014

Großbritannien
- Staffel 1 erschien am 10. September 2012